# Mad Not Mad
Albums de Madness
Keep Moving
(1984) The Peel Sessions
(1986)
Singles
1. Yesterday's Men
Sortie : 19 août 1985
2. Uncle Sam
Sortie : 14 octobre 1985
3. The Sweetest Girl
Sortie : 10 février 1986

Mad Not Mad est le sixième album studio de Madness, sorti le 30 septembre 1985.
L'album s'est classé 16e au UK Albums Chart.

## Liste des titres
| 1. | I'll Compete    | Daniel Woodgate, Lee Thompson   | 3:21 |
| 2. | Yesterday's Men | Chris Foreman, Graham McPherson | 4:37 |
| 3. | Uncle Sam       | Foreman, Thompson               | 4:16 |
| 4. | White Heat      | Cathal Smyth, McPherson         | 3:47 |
| 5. | Mad Not Mad     | Smyth, McPherson                | 4:10 |

| 1. | Sweetest Girl        | Green Gartside                   | 5:47 |
| 2. | Burning the Boats    | Foreman, McPherson               | 4:31 |
| 3. | Tears You Can't Hide | Smyth                            | 3:08 |
| 4. | Time                 | Smyth                            | 4:18 |
| 5. | Coldest Day          | Foreman, Clive Langer, McPherson | 4:24 |

| 11. | Yesterday's Men (Extended Version) | Foreman, McPherson | 8:11 |
| 12. | Uncle Sam (Ray Gun Mix)            | Foreman, Thompson  | 6:46 |
| 13. | Sweetest Girl (Extended Mix)       | Green Gartside     | 5:46 |
| 14. | (Waiting for the) Ghost Train      | McPherson          | 3:45 |

| 1.  | Yesterday's Men (Demo Version)      | Foreman, McPherson               | 3:38 |
| 2.  | All I Knew                          | McPherson                        | 3:09 |
| 3.  | Yesterday's Men (Harmonica Version) | Foreman, McPherson               | 4:32 |
| 4.  | Uncle Sam (Demo Version)            | Foreman, Thompson                | 4:27 |
| 5.  | Please Don't Go                     | Foreman                          | 3:20 |
| 6.  | Inanity Over Christmas              | Woodgate, Thompson               | 3:53 |
| 7.  | Sweetest Girl (Dub Mix)             | Green Gartside                   | 7:10 |
| 8.  | Jennie (A Portrait Of)              | Woodgate, Thompson               | 3:01 |
| 9.  | Call Me                             | Smyth, McPherson                 | 3:59 |
| 10. | Maybe in Another Life               | Woodgate, Thompson, Mark Bedford | 3:02 |